# Homatropine
L'homatropine est un collyre, de type atropinique à visée diagnostique ou symptomatique.

## Usage médical
L'homatropine est un médicament utilisé pour dilater la pupille dans le cadre d'un examen de la vue ou pour soulager la douleur de l'uvéite antérieure,. Le médicament est utilisé comme collyre. Les effets commencent dans les 10 minutes et peuvent durer jusqu'à 4 jours.

## Effets secondaires
Les effets secondaires de l'homatropine comprennent une augmentation de la pression oculaire, des picotements, une sensibilité à la lumière ou une bouche sèche. D’autres effets secondaires peuvent inclure le délire ou l’agitation. 

## Histoire
L'homatropine a été synthétisée pour la première fois en 1883 ou 1884,. Il est disponible sous forme de médicament générique. Il figure sur la liste des médicaments essentiels de l'Organisation mondiale de la santé comme alternative à l'atropine. Aux États-Unis, un flacon de 5 ml coûte environ 40 dollars américains en 2021.